# Microchilus chingualensis
Microchilus chingualensis är en orkidéart som beskrevs av Paul Ormerod. Microchilus chingualensis ingår i släktet Microchilus och familjen orkidéer. Inga underarter finns listade i Catalogue of Life.